# Liste der Monuments historiques in Langensoultzbach
Die Liste der Monuments historiques in Langensoultzbach führt die Monuments historiques in der französischen Gemeinde Langensoultzbach auf.

## Liste der Objekte
| Bezeichnung                | Beschreibung                           | Standort                              | Kennzeichnung | Schutzstatus   | Datum     | Bild           |
| -------------------------- | -------------------------------------- | ------------------------------------- | ------------- | -------------- | --------- | -------------- |
| Viergötterstein            | Sandstein, 2. Jahrhundert              | in der protestantischen Kirche (Lage) | PM67000747    | Classé         | 1995      |                |
| Fünf Reliefs               | Sandstein, 2. Jahrhundert              | in der protestantischen Kirche (Lage) | PM67000154    | Classé         | 1979      |                |
| Orgel                      | Ensemble aus PM67001044 und PM67000153 | in der protestantischen Kirche (Lage) | PM67001043    | Inscrit Classé | 1998 1980 | weitere Bilder |
| Orgelprospekt              | 1847 von Stiehr-Mockers gebaut         | in der protestantischen Kirche (Lage) | PM67001044    | Inscrit        | 1998      | weitere Bilder |
| Instrumentalteil der Orgel | 1847 von Stiehr-Mockers gebaut         | in der protestantischen Kirche (Lage) | PM67000153    | Classé         | 1980      | weitere Bilder |